# Valåsen och Labbsand
Valåsen och Labbsand est une localité de Suède dans la commune de Karlskoga située dans le comté d'Örebro.
Sa population était de 363 habitants en 2019.